# Philovenator
Philovenator (буквально означає «мисливець за коханням») — викопний рід троодонтидових паравіанських динозаврів із формації Вулансухай (датована кампанським періодом, десь між 75 і 71 мільйоном років тому) Внутрішньої Монголії, Китай. Його видова назва на честь Філіпа Дж. Каррі.

## Опис
Philovenator — троодонт, група дрібних, схожих на птахів, грацильних манірапторів. Усі троодонтиди мають багато унікальних особливостей черепа, таких як тісно розташовані зуби на нижній щелепі та велика кількість зубів. Троодонтиди мають серпоподібні кігті та руки хижих тварин, а також одні з найвищих непташиних коефіцієнтів енцефалізації, що означає, що вони були розвиненими в поведінці та мали гострі чуття.
У початковому описі було встановлено кілька відмінних рис. Стегнова кістка має характерний відросток на внутрішній стороні нижнього кінця. На верхньому передньому боці великогомілкової кістки є пластинчастий надгрудний гребінь, що виступає далеко вперед. Виростки астрагала та п'яткової кістки широкі, виміряні від передньої до задньої частини, і розділені глибокою та вузькою борозенкою. Плеснова кістка зрослася з нижньою кісткою щиколотки в дуже подовжену та вузьку передплюсну, яка на 25 % довша за стегнову кістку та у двадцять п'ять разів довша за ширину.

## Історія відкриття
Філовенатор відомий за однією лівою задньою кінцівкою, вперше виявленою в 1988 році Китайсько-Канадським проєктом динозаврів. Зразок був занесений у каталог як IVPP V 10597. Його було знайдено в формації Wulansuhai, Китай. У 1993 році він був описаний і віднесений до молоді Saurornithoides. Його молодий статус відображає невеликий розмір типового зразка, що вказує на загальну довжину тіла близько 61 см.